# Lagun

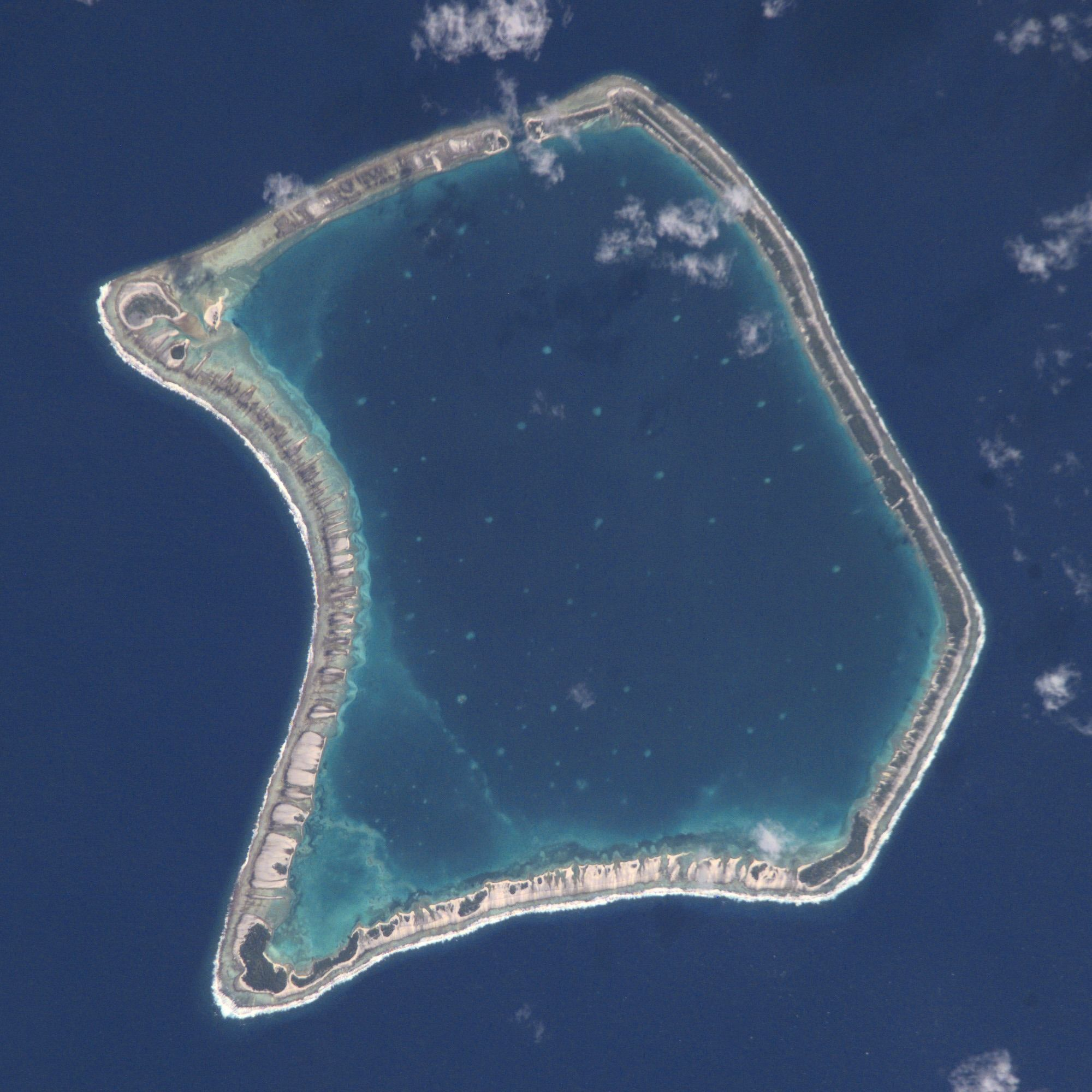
En lagun (atollen Fangataufa).

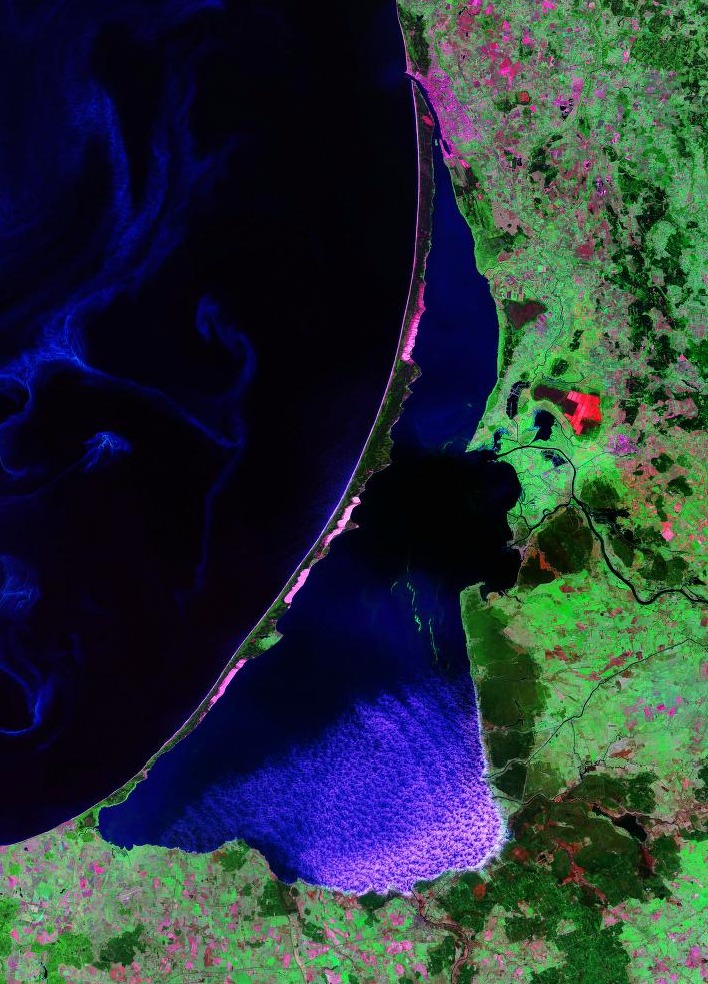
Satellitbild av Kuriska sjön, som är en lagun invid sydöstra Östersjön.

En lagun (av italienska och spanska laguna, av latinets "lämna, fördjupning") är geologiskt en genom smala landremsor från havet eller en större sjö avstängd, och vanligen grund, del. Det finns två huvudtyper:
- Vid korallöar förekommer ofta grunda vatten omgivna av ringrev eller atoller.

- Vid långgrunda kuster eller utanför mynningen av floder. Frisches Haff och Kurisches haff, i vilka Wisła och Njemen utmynnar, är exempel. Sådana laguner, som utgör delar av floddeltan, blir i tidernas längd fyllda av flodernas sand och slam, och de övergår därför småningom till ett lågt, flackt land, genomskuret av förgrenade flodarmar. Snarlika begrepp är "haff" och "strandsjö"